# 喀瓦德二世
谢罗埃（Shērōē，或写作Shīrūya）《舊唐書》称施利，一般用他的皇家名称为喀瓦德二世（羅馬化：Kawād，羅馬化：Qobād或Qabād。《魏书》译作“居和多”），在628年短暂地成为萨珊王朝的君主。他是590-628年在位的霍斯劳二世（库萨和）的儿子，在政变中推翻了他父亲。喀瓦德的统治被视为萨珊王朝历史的转折点，一些学者认为其统治在萨珊帝国的衰落中起着关键作用。

## 早期经历
谢罗埃（Shērōē）是萨珊王朝最后一位著名贤君霍斯劳二世和妃子玛丽亚的儿子。谢罗埃长大后被父亲监禁，以确保其宠妃希里（Shirin）的儿子马尔达沙的继承权。但在602-628年拜占庭-萨珊波斯战争的最后阶段，波斯军队大败，霍斯劳二世的名誉毁于一旦。627年，萨珊将军拉赫扎德（Rhahzadh)被杀，国王常居住的城市达斯塔吉德被拜占庭皇帝希拉克略洗劫一空，他继续向附近的萨珊首都泰西封进军。随后，628年，谢罗埃被萨珊帝国的一些贵族释放，这些贵族包括： 
- 斯帕巴德法鲁克·荷姆茲（后来成为荷姆茲五世）与他的两个儿子罗斯塔姆· 法罗赫扎德和法鲁赫扎德；他们出自帕提亚七大家族中的伊斯帕布德罕家族（英语：House of Ispahbudhan）。

- 沙赫尔巴拉兹（后也曾篡位），出自同属七大家族之一的米黑兰家族（英语：House of Mihran）。

- 出自巴格拉提德家族的瓦拉兹提罗特斯二世（英语：Varaztirots II Bagratuni）所代表的亚美尼亚派系。

- 阿巴沙尔省（英语：Abarshahr）的卡纳朗（省长）。[2]

## 统治
2月25日，谢罗埃与禁卫军指挥官阿斯帕德·古什纳斯普发动政变，控制了泰西封，监禁了霍斯劳二世，宣布自己为萨珊帝国的统治者，称喀瓦德二世。登上大位后，他处决了他所有的兄弟，包括原继承人马尔达沙（Mardanshah）。他的兄弟被认为都是“受过良好教育，英勇而侠义的人”，他的谋杀行为使后来萨珊王朝找不到一位称职的统治者，这一行为被描述为是疯狂、鲁莽的行为。三天后，他命令贵族米赫尔·荷姆茲处决他的父亲，随后又命人将米赫尔杀害。据记载，他的姐姐孛蘭和阿扎米杜赫特批评了他的野蛮行径，使他萌生了一些悔意。
喀瓦德的一系列行为使他的统治被视为是萨珊王朝历史的转折点，一些学者认为喀瓦德的统治在萨珊帝国的衰落中起着关键作用。霍斯劳二世的被推翻和死亡最终导致了628-632年间混乱的内战，贵族中最有权势的成员获得了充分的权力，开始建立自己的统治。波斯和帕提亚的贵族家庭之间恢复了敌对行为，使国家内部进一步分裂。在伊朗贵族的同意下，喀瓦德与胜利的拜占庭皇帝希拉克略签订合约，拜占庭人收复了所有被波斯占领的领土，波斯送回所有被俘的士兵，缴纳一大笔战争赔偿，归还真十字架和其他于614年在耶路撒冷抢走的圣物。
喀瓦德给予基督徒完全的宗教自由。他还任命基督徒亚美尼亚贵族瓦拉兹提罗特斯二世为萨珊亚美尼亚的马尔佐班（世袭的边境地区长官）；任命伊绍亚布二世为东方教会（聂斯托利派）的宗主教（塞琉西亚-泰西封大公牧首）。
628年9月6日，喀瓦德二世死于瘟疫，这场瘟疫以他的名字命名，称谢罗埃瘟疫。帝国的乌祖尔甘贵族拥立他八岁的儿子阿尔达希尔三世。但是新王实际上几乎没有权力，帝国由他的维齐尔马赫阿德胡尔·古什纳斯普控制，在阿尔达希尔三世成年前，由他掌握军政大权。

## 婚姻
《埃德萨编年史》的一段文字记载罗马人安佐伊是喀瓦德二世的妻子和阿尔达希尔三世的母亲。她可能是拜占庭帝国的基督教公主。

## 在流行文化中
以Siroe这一拉丁化的名字，喀瓦德二世的故事被意大利音乐家梅斯塔斯基奥创作为歌剧剧本《谢罗埃》，许多音乐家都曾为其配曲，包括帕斯克尔·里切利，约翰·阿道夫·哈塞，列奥纳多·芬奇，安东尼奥·维瓦尔第和亨德尔等。